# Kamień z Yarmouth

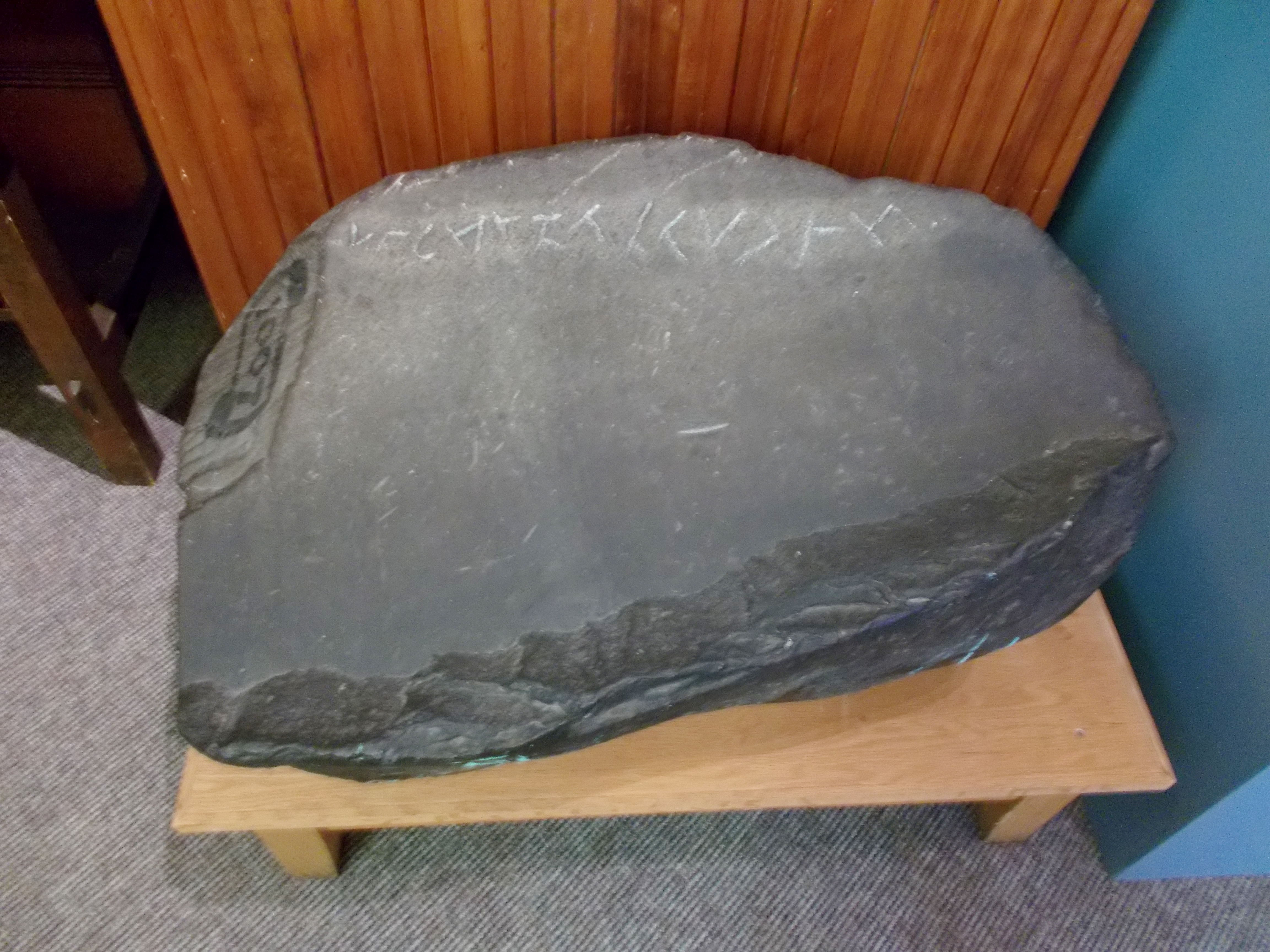
Kamień z Yarmouth

Kamień z Yarmouth – głaz odnaleziony w XIX wieku nad brzegami Zatoki Fundy w pobliżu miasta Yarmouth w Nowej Szkocji, pokryty zdaniem niektórych badaczy zagadkowym napisem. Obecnie znajduje się na ekspozycji w Yarmouth County Museum.
Ważący 400 funtów czarny blok skały magmowej został odnaleziony w 1812 roku przez Richarda Fletchera. Na powierzchni kamienia znajduje się ciąg 13 znaków, które próbowano wielokrotnie bezskutecznie odczytywać na różne sposoby, a przypisywano je m.in. wikingom, Kartagińczykom i Indianom.
W 1875 roku Henry Phillips z Numismatic and Antiquarian Society w Filadelfii ogłosił, że kamień jest pamiątką po wyprawie Thorfinna Karlsefniego do Winlandii. Phillips zidentyfikował pokrywający kamień napis jako runiczny i odcyfrował jako Harkussen men varu („Harkussen przemawiał do ludzi”), twierdząc, że odnosi się on do wspomnianego w sadze członka wyprawy imieniem Harko. Normańską proweniencję napisu uznał także inny amerykański badacz, Ch.M. Boland. Vilhjalmur Bjarnar z Cornell University stwierdził natomiast, że napis wykonany został w którymś z języków semickich. Zwolennicy teorii pseudohistorycznych przypisują autorstwo napisu templariuszom i doszukują się jego podobieństwa z inskrypcjami na znaleziskach z Glozel.
Według jednej z hipotez pokrywające kamień znaki to petroglify indiańskie wykonane przez członków plemienia Mikmaków. Norweski runolog Magnus Olsen po obejrzeniu kamienia stwierdził, że nie przypominają one w niczym skandynawskich run. Inni badacze twierdzą, że „napis” to wyłącznie przypadkowy efekt naturalnej erozji, lub uznają sam artefakt za fałszerstwo. Jak zwrócił uwagę kanadyjski archeolog Robert Ferguson, rzekoma inskrypcja nosi wyraźne ślady pogłębiania dla jej lepszego uwidocznienia, wobec czego niemożliwe jest już stwierdzenie, czy ma ona pochodzenie naturalne, czy została wykonana ludzką ręką.